# Athripsodes braueri
Athripsodes braueri là một loài Trichoptera trong họ Leptoceridae. Chúng phân bố ở miền Cổ bắc.